# Mount Lyell-cickány
A Mount Lyell-cickány (Sorex lyelli) az emlősök (Mammalia) osztályának Eulipotyphla rendjébe, ezen belül a cickányfélék (Soricidae) családjába és a vörösfogú cickányok (Soricinae) alcsaládjába tartozó faj.

## Előfordulása
Ismert elterjedési területe a kelet-középső Sierra Nevada hegység egy kis részére korlátozódik az Amerikai Egyesült Államok Kalifornia államában, beleértve a Yosemite Nemzeti Park területét és környékét Tuolumne, Mariposa és Mono megyékben, 2 100 és 3 155 méter közötti tengerszint feletti magasságban. Hasonló élőhelyeken előfordulhat Mono megyétől Modoc megyéig, de az ismert elterjedési területen kívüli részeket eddig nem vizsgálták alaposan.

## Megjelenése
Apró termetű, mindössze 9-10 centiméteres testhosszt ér el, és testsúlya csupán 2-3 gramm. Bundája barnásszürke színű, orra hegyes. Az elterjedési területén élő többi cickányfajhoz hasonló a kinézete, bár valamivel kisebb méretű és világosabb árnyalatú.

## Életmódja
Rendkívül falánk ragadozó,  főként rovarokkal és más kis gerinctelenekkel, például férgekkel, puhatestűekkel és százlábúakkal táplálkozik, amelyeket a talajon és farönkökben kutat fel. Bár nagy aktivitást mutat a nap bármely szakában, leginkább kora reggel és az esti órákban a legélénkebb. Példányait elsősorban vizes élőhelyeken, patakok mentén, füves területeken, fűzfák alatt, valamint zsályacserjés sztyepp élőhelyeken találták meg.

## Szaporodása
Az utódok feltehetően május és augusztus között születnek, egy alomban 2-6 kölyök lehet, akik születésükkor csupaszok. Azonban csak kevesen élik túl a második telet.

## Természetvédelmi helyzete
A Természetvédelmi Világszövetség Vörös Listája szerint a faj nem fenyegetett, és állománya stabil, ám az Egyesült Államokban veszélyeztetettként van nyilvántartva. Kalifornia nem tartja veszélyeztetett vagy fenyegetett fajnak, viszont a „különleges figyelmet igénylő emlősfajok” listáján szerepel, ami védelmet biztosít számára. Egy 2015-ös tanulmány „magasan sérülékenynek” vagy „rendkívül sérülékenynek” értékelte a fajt az éghajlatváltozással szemben, amely előrejelzése szerint élőhelyének 52,6-89,5%-át is elvesztheti a 2080-as évekre.
Felnőtt populációjának pontos mérete nem ismert, de feltételezések szerint legalább több ezer egyedet számlálhat. 2005-ig kevesebb mint tíz különálló előfordulást dokumentáltak (közel fekvő helyszíneket egy előfordulásként kezelve). Azonban az élőhely távoli elhelyezkedése, a speciális elfogási módszerek és a viszonylag kevés begyűjtési erőfeszítés miatt valószínű, hogy további, még nem azonosított előfordulások is léteznek. A 2003 és 2005 között a Yosemite Nemzeti Parkban és környékén végzett felmérések több új helyszínen is eredményeztek példányokat.
2024 novemberében, több mint 100 évvel a faj felfedezése után (Clinton Hart Merriam amerikai zoológus 1902-ben írta le), először készült élő példányról fénykép egy diákokból álló kutatócsoport által a Sierra Nevada vidékén. Macskaeledellel és lisztkukacokkal töltött csapdák segítségével összesen 5 Mount Lyell-cickányt sikerült elfogniuk, emellett még 10 példányt három másik cickányfajból.